# Hōjōki

Hōjōki (方丈記), diversement traduit Notes de ma cabane de moine, Ecrit de l'ermitage  ou La Cabane de dix pieds carrés, est un important petit texte japonais de Kamo no Chōmei, rédigé à l'époque de Kamakura (1185-1333). Écrit en 1212, il relate les catastrophes qui s'abattent sur la population de Kyoto, des tremblements de terre à la famine et aux incendies. Chōmei se fait moine bouddhiste et se retire de plus en plus dans les montagnes pour finalement vivre dans une cabane de dix mètres carrés. L’œuvre appartient au genre zuihitsu.
La première phrase du Hōjōki est célèbre dans la littérature japonaise en tant qu'expression du mujō, le caractère éphémère de ce monde : « Le courant de la rivière qui s'écoule ne s'interrompt pas et pourtant l'eau n'est pas la même eau qu'auparavant. La mousse qui flotte sur les eaux stagnantes, qui disparaît, qui réapparaît, ne reste jamais la même très longtemps. De même en va-t-il avec les gens et les abris de ce monde. »
Cela rappelle le panta rhei (« tout s'écoule ») caractéristique d'Héraclite, qui emploie la même image de la rivière changeante et les adages latins Omnia mutantur et Tempora mutantur (en).
Le texte est fortement influencé par le Chiteiki (982) de Yoshishige no Yasutane. Par ailleurs, Chōmei construit sa petite cabane et beaucoup de ses conceptions philosophiques d'après les méditations du sage indien Vimalakīrti dans le Sūtra de Vimalakīrti.

## Manuscrits

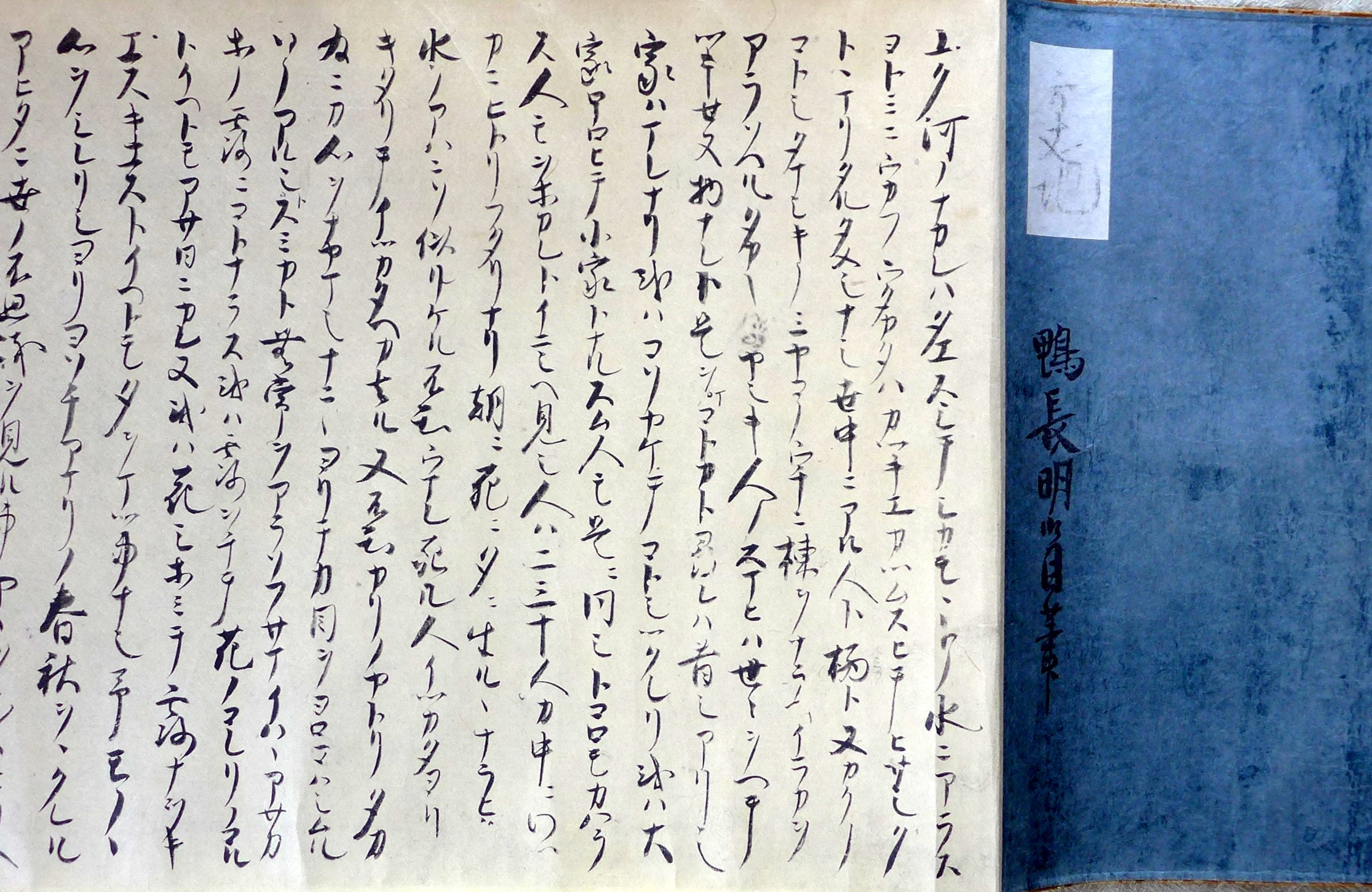
Manuscrit original.

Le manuscrit original de Chōmei a disparu mais de nombreuses copies en ont été faites et distribuées. Ces copies se répartissent en deux principales catégories : kōhon (complète) et ryakubon (incomplète). La catégorie kōhon se subdivise en deux autres catégories, kohon (ancienne) et rufubon (populaire), tandis que la ryakubon est divisée en Ère Chōkyō, Ère Entoku et Mana. Les éditions Chōkyō et Entoku sont nommées d'après la date de l'ère ultérieure et les deux comportent des passages supplémentaires. Les éditions mana sont écrites entièrement en kanjis à la place du kana dans les éditions kohon.